# Tom gibt ein Konzert
Tom gibt ein Konzert ist ein US-amerikanischer Zeichentrick-Kurzfilm von William Hanna und Joseph Barbera aus dem Jahr 1946.

## Handlung
Kater Tom gibt ein Klavierkonzert in Frack und mit distinguierter Miene. Er beginnt, die Ungarische Rhapsodie Nr. 2 von Franz Liszt zu spielen. Auf den Klavierhämmern schläft derweil unbemerkt die Maus Jerry, die nun unsanft geweckt wird. Sofort versucht sie, Toms Spiel zu sabotieren. Jerry betätigt die Hämmer von selbst, klemmt Toms Finger ein, stiehlt Tasten und platziert an ihrer Stelle eine Mausefalle und dreht Toms Klavierschemel auf und ab. Tom jedoch gelingt es stets, das Stück weiterzuspielen.
Am Ende schlägt Jerry mit zwei Hämmern auf die Saiten und zwingt Tom so, das schwierige Finale drei Mal zu spielen. Vollkommen erschöpft sinkt Tom am Ende auf die Klaviatur. Jerry nimmt in Frack und mit Zylinder den Applaus des Publikums entgegen.

## Produktion
Tom gibt ein Konzert kam am 26. April 1947 als Teil der MGM-Trickfilmserie Tom und Jerry in die Kinos.
Es kam zur Kontroverse, als Warner Bros. im selben Jahr mit Rhapsody Rabbit einen nahezu identischen Trickfilm um die Figur Bugs Bunny herausbrachte. Beide Produktionsfirmen warfen sich vor, den jeweils anderen plagiiert zu haben, doch konnte weder das eine noch das andere nachgewiesen werden.

## Auszeichnungen
Tom gibt ein Konzert gewann 1947 den Oscar in der Kategorie „Bester animierter Kurzfilm“.